# 62-я мотострелковая дивизия
 62-я мотострелковая дивизия  — послевоенное мотострелковое формирование Сухопутных войск ВС СССР, дислоцировавшееся в Сибирском военном округе. Штаб — с. Итатка Томского района Томской области.

## История
В 1960—1972 гг. в районе Итатки (60 км от г. Томск) размещались части 97-й ракетной бригады РВСН. Ранее в указанном месте размещался лагерь для заключённых, которые были переведены оттуда по просьбе ракетчиков. На боевое дежурство ракетные части, вооружённые комплексами Р-16, поступили в середине 1962 г.
В связи со снятием с вооружения в 1972 г. ракеты Р-16 ракетную часть стали расформировывать.
В середине 1972 года, в связи с резким ухудшением военно-политической обстановки на советско-китайской границе и серьёзными провокациями Китая, 9-я мотострелковая дивизия Северо-Кавказского военного округа была полностью укомплектована личным составом, боевой техникой и вооружением, и передислоцирована (как 113-я мотострелковая дивизия) в район Итатки, где и располагалась всё последующее время, получив нумерацию 62-й. 9-я мотострелковая дивизия в СКВО воссоздана на втором штате дивизии.
Всё последующее время штаб и все части дивизии дислоцировались в п. Итатка Томской области.
Дивизия подчинялась штабу 33-го армейского корпуса вплоть до его расформирования.
В конце 1980-х гг. военные покинули часть, дивизия была переформирована в 5352-ю базу хранения вооружения и техники, передислоцирована в Омск, где в 1994 г. расформирована.

## Состав дивизии
В 1989 г. переведена в г. Омск и переформирована в 5352-ю БХВТ. Дивизия содержалась по сокращённому штату и имела следующие части:
- штаб дивизии (Итатка); в/ч 14892
- 1092-й мотострелковый полк (с. Итатка) - в/ч 31536;
- 1099-й мотострелковый полк (с. Итатка) - в/ч 52521;
- 1100-й мотострелковый полк (с. Итатка);- в/ч 65456
- 107-й танковый полк (с. Итатка) - в/ч 65461;
- 619-й артиллерийский полк (с. Итатка) - в/ч 46197;
- 676-й зенитно-артиллерийский полк (с. Итатка);
- 1258-й отдельный ракетный дивизион (с. Итатка)
- 1263-й отдельный противотанковый дивизион (с. Итатка);в/ч 31541
- 1263-й отдельный разведывательный батальон (с. Итатка) - в/ч 52524;
- отдельный инженерно-сапёрный батальон (с. Итатка);
- отдельная рота химической защиты (с. Итатка);
- 665-й отдельный ремонтно-восстановительный батальон (с. Итатка) - в/ч 34487;
- 1770-й отдельный батальон связи (с. Итатка) - в/ч 46200;
- отдельный медицинский батальон (с. Итатка);
- отдельный батальон материального обеспечения (с. Итатка) - в/ч 28293;
- ОВКР (с. Итатка)[4]

## Командиры дивизии
- в 1973—1976 гг. — генерал-майор Майрам Георгиевич Абаев[5];
- 1976—1987 гг. — генерал-майор Недельчук И. П.
- 1987—1988 гг. — полковник Колегаев
- 1988—1990 гг. — полковник Калугин
- в 1990 гг. — полковник Заббаров